# Hayden Norris
Hayden Norris (Stafford, 21 de agosto de 2002) es un deportista británico que compite en ciclismo en la modalidad de pista. Ganó una medalla de bronce en el Campeonato Europeo de Ciclismo en Pista de 2025, en la prueba de velocidad por equipos.

## Medallero internacional
| Campeonato Europeo | Campeonato Europeo       | Campeonato Europeo | Campeonato Europeo    |
| Año                | Lugar                    | Medalla            | Competición           |
| ------------------ | ------------------------ | ------------------ | --------------------- |
| 2025               | Heusden-Zolder (Bélgica) | Medalla de bronce  | Velocidad por equipos |